# Пожарки (Нижегородская область)
Пожа́рки — село в Сергачском районе Нижегородской области России. Административный центр и единственный населённый пункт Пожарского сельсовета.

## География
Расположено село в юго-восточной части региона, в лесостепной зоне, в правобережье реки Волги, на правом высоком берегу реки Пьяны, примерно в 2 км к югу от Сергача.

### Климат
умеренно континентальный, влажный, с умеренно суровой и снежной зимой и тёплым летом. Среднегодовое количество осадков выпадает в пределах 450—500 миллиметров. Часто бывают весенне-летние засухи, суховеи. Среднегодовая температура воздуха +3,6 °C.

## История
Дата возникновения Пожарок не известна. Окрестности села считаются одним из предполагаемых мест Пьянского побоища 1377 года. Возникновение этого селения вероятно вызвано активизацией к середине XVII века в данной местности поташного производства, центром которого являлся Сергач. Предположительно, существовало как село (наличие деревянной приходской церкви) уже в середине XVII века.
До 1779 года относилось к Алатырскому уезду (с 1719 года в составе Алатырской провинции Нижегородской губернии), в 1779—1796 и 1802—1929 годах в составе Сергачского уезда Нижегородской губернии.
В 1816 году в результате большого пожара сгорело дотла. После этого село было отстроено заново, а на средства владельцев села, князя Сергея Михайловича Голицына и его супруги Авдотьи Ивановны, урождённой Измайловой, была к 1835 году построена ныне существующая каменная церковь.
К 1850 году в Пожарках насчитывалось 140 дворов, то есть проживало около 700 жителей. В это время село принадлежало помещику Дашкову.
После крестьянской реформы Пожарки стали единственным селением Пожарской волости Сергачского уезда. Согласно переписи 1897 года, в Пожарках проживало 1688 человек (из них 1672 постоянных жителя). К 1911 году в селе насчитывалось 355 дворов (свыше 1,5 тысячи жителей)).
К 1923 году Пожарская волость была ликвидирована, а Пожарки вошли в состав Сергачской волости. С 1929 года — в составе Сергачского района. В ходе коллективизации в селе возник колхоз «Красная Нива».
До 1954 года село образует Пожарский сельсовет. В 1954—1960 в составе Сергачского сельсовета, в 1960—1968 — в Кладбищенском (с 1961 года — Гусевский). С 1968 года существует современный Пожарский сельсовет (с 2004 года — сельское поселение Сергачского района согласно Закону Нижегородской области от 15 июня 2004 года № 60-З «О наделении муниципальных образований — городов, рабочих посёлков и сельсоветов Нижегородской области статусом городского, сельского поселения»).

## Население
| 2002 | 2010 | 2012 | 2013 | 2014 | 2015 |
| ---- | ---- | ---- | ---- | ---- | ---- |
| 940  | ↘905 | ↘880 | ↘869 | ↘849 | ↘827 |
| 2016 | 2017 | 2018 | 2019 | 2020 | 2021 |
| ↘809 | ↘798 | ↘796 | ↘786 | ↘759 | ↗843 |

## Инфраструктура
Личное подсобное хозяйство.

## Транспорт
Деревня доступна автотранспортом.